# Голубева, Эра Александровна
Эра Александровна Голубева (27 ноября 1927, Кызыл, Тува — 1 декабря 2017, Москва, Россия) — российский психолог, профессор, доктор психологических наук. Специализировалась в проблемах психофизиологических основ индивидуальных различий и способностей.

## Биография
В 1952 г. с отличием закончила отделение психологии философского факультета МГУ, а в 1955 г. — аспирантуру.
С 1958 г. Голубева Э. А. работала в Институте педагогики и психологии АПН РСФСР (ныне — Психологический институт РАО) под руководством В. Д. Небылицына. Уже в лаборатории В. Д. Небылицына вокруг Э. А. Голубевой сплотилась группа молодежи, совместно с которой она начала разрабатывать новое для дифференциальной психофизиологии направление — изучение природных предпосылок инидивидуальных различий памяти. Эта работа легла впоследствии в основу её докторской диссертации, которая была успешно защищена в 1975 г., а также монографии «Индивидуальные особенности памяти человека» (1980).
С 1972 до 1993 г. возглавляла лабораторию дифференциальной психологии и психофизиологии указанного института, в последнее время — гл.н.с. в той же лаборатории. Занималась разработкой электрофизиологических методик для диагностики типологических свойств нервной системы. На основе выделения в электроэнцефалографических данных безусловно-рефлекторных компонентов ею было введено новое типологическое свойство высшей нервной деятельности — активированность.
Скончалась 1 декабря 2017 года в Москве. Похоронена на Введенском кладбище.

## Семья
Дочь профессионального военного, полкового комиссара Голубева Александра Аркадьевича, военного комиссара 303 СД (1901—1941).
Имела сына Михаила, дочь Елену и двух внучек — Валентину и Веру.

## Основные работы
- Индивидуальные особенности памяти человека: психофизиологическое исследование. — М.: Педагогика, 1980 (монография).
- Способности и индивидуальность. — М.: Прометей, 1993 (монография).
- Об изучении психофизиологическими методами проблемы соотношения общих и специально человеческих свойств высшей нервной деятельности // Психологический журнал, 1982. Т. 3, N 2, с. 89-99.
- Дифференциальный подход к способностям и склонностям // Психологический журнал, 1989. Т. 10, N 4, с. 75-86.
- Типологический и измерительный подходы к изучению индивидуальности: от Оствальда и Павлова к современным исследованиям // Психологический журнал, 1995. Т. 16, N 1, с. 64-74.